# Gryllus bimaculatus
Gryllus bimaculatus es una especie de grillo en la subfamilia Gryllinae. Más comúnmente conocido como el grillo de dos puntos, también se le ha llamado el grillo de campo "africano" o "mediterráneo", aunque su distribución registrada también incluye gran parte de Asia, incluyendo Corea, China e Indochina hasta Borneo. Se puede distinguir de otras especies del género Gryllus por las dos marcas en forma de puntos en la base de sus alas.
La especie es popular para su uso como fuente de alimento para animales insectívoros como las arañas y los reptiles que se mantienen como mascotas o en zoológicos. Son fáciles de criar y no requieren una exposición prolongada al frío para completar su ciclo de vida.

## Comportamiento

### Lucha
En la naturaleza, los grillos machos no se toleran entre sí y lucharán hasta que haya un ganador. El perdedor suele retirarse sin sufrir lesiones graves. El método de lucha consiste en abrir las mandíbulas lo más ampliamente posible, agarrar las mandíbulas del oponente y empujar con las patas traseras.

### Chirrido
Los machos de esta especie producen varios chirridos distintivos, aunque cada sonido se hace frotando las dos alas exteriores juntas. Los chirridos fuertes y constantes que se hacen durante la noche son para atraer a las hembras y advertir a otros machos. Se emiten fuertes chirridos de frecuencia rápida cuando los machos se encuentran y se preparan para pelear. Están destinados a asustar al macho rival. Hay otros dos patrones de chirridos que se pueden observar en sus comportamientos de apareamiento. Cuando se sabe que una hembra está cerca, pero a cierta distancia, se emite un sonido de recorte suave, una canción de "llamada", cuando una hembra está lo suficientemente cerca para aparearse (montando en la espalda del macho). El oído humano puede distinguir fácilmente estas dos canciones en función de sus patrones de chirrido y componentes de frecuencia.

### Patrón de canción y tamaño del cuerpo
Es controvertido si el patrón de la canción del grillo (por ejemplo, el espectro de frecuencias) refleja el tamaño del cuerpo del emisor de la canción. Un estudio reciente no pudo detectar el efecto del tamaño corporal tanto en las llamadas como en las canciones de cortejo de G. bimaculatus.

### Refugio
Estos grillos se esconden debajo de troncos, pastos y grietas. También cavan agujeros en el suelo para crear hogares o viven en agujeros creados por otros animales. Los machos son territoriales y lucharán contra otros machos, pero permiten que cualquier número de hembras coexista en el mismo refugio.

### Canibalismo
El canibalismo es extremadamente raro, pero se ha observado que las hembras comen machos si no hay suficiente comida para comer.

### Ritmo circadiano
El Factor de dispersión de pigmentos ha sido implicado en los ritmos nocturnos de los grillos.

## Crianza
Las hembras tienen un órgano tubular en la parte posterior, conocido como ovipositor, que se utiliza para depositar huevos en el suelo. Ponen sus huevos en suelo húmedo y los grillos bebés eclosionan en aproximadamente dos semanas.

### Poligamia
Gryllus bimaculatus exhibe poligamia, en la que un individuo tiene muchas parejas diferentes. La variación del comportamiento polígamo se produce entre machos y hembras, dentro de una población de Gryllus bimaculatus. Tanto las hembras como los machos buscan continuamente parejas con las que puedan esparcir su semilla. Poliandria es la forma más común de poligamia practicada en  G. bimaculatus. Esto significa que los grillos hembras se aparearán con más de un macho. Los grillos machos no exhiben poliginia.

#### Poligamia en machos
La velocidad a la que los machos buscan pareja es inespecífica pero relativamente alta. Esto se debe a la anisogamia y su impulso de transmitir alelos mientras se minimiza la competencia.
Los machos muestran el mismo impulso para aparearse con sus compañeros anteriores que con los nuevos. La capacidad del esperma de un grillo macho para fertilizar con éxito el óvulo de una hembra después del apareamiento varía según varios rasgos. Un ejemplo de un rasgo que aumenta el éxito de la fertilización es la cantidad de esperma que se libera eficazmente a través del apareamiento.

#### Poliandria
Las hembras prefieren aparearse con ciertos machos más que con otros. Las hembras muestran una clara preferencia por aparearse con nuevos machos.  Hembra G. bimaculatus aparearse con al menos dos machos antes de que ocurra la producción de cigoto.
La poliandria es un sistema reproductivo costoso para las hembras porque dedican mucho tiempo, energía y recursos a la producción de huevos. No es tan costoso para los machos porque pueden producir una mayor cantidad de esperma por menos tiempo, energía y recursos. Los machos también pueden fertilizar muchos huevos en un solo apareamiento. Sin embargo, la poliandria todavía se desarrolla en los grillos porque proporciona beneficios que superan los costos.  Permite a las hembras para aparearse con machos que tienen rasgos más deseables que los compañeros anteriores, lo cual es beneficioso para el éxito de la descendencia. Este sistema de apareamiento múltiple permite que nuevas combinaciones de genes se unan, lo que da como resultado una mayor variación genética en la población. También permite que las hembras eviten el apareamiento con machos infértiles. Dos mecanismos que permiten que la poliandria sea un agente ventajoso para aumentar la aptitud de los machos son competencia y comportamiento protector masculino.

#### Competencia de esperma
La Competencia de espermatozoides es la interacción entre los rasgos de los espermatozoides y la selección femenina de estos rasgos. Permite a los machos con rasgos más ventajosos sobrevivir y reproducirse más que los machos menos aptos. En particular, la competencia entre los machos hace que aumente la competencia entre los espermatozoides. El gasto de esperma aumentará cuando haya un mayor riesgo de competencia. La inversión reproductiva es metabólicamente tensa, especialmente para los machos que tienen genes menos deseables. Estos machos tienen que invertir aún más recursos en cada oportunidad reproductiva cuando un competidor de pareja se encuentra en su entorno. Cuanto mayor sea la cantidad de recursos que invierta un hombre en producir una gran cantidad de esperma, mayores serán las posibilidades de una fertilización exitosa.
La competencia de espermatozoides también ayuda a evitar que los grillos que tienen genomas demasiado similares se apareen. La endogamia, que es cuando los individuos que tienen genomas estrechamente relacionados se aparean, disminuye la viabilidad de la descendencia de los grillos y da como resultado una descendencia con menor aptitud. La endogamia, que es cuando los individuos que tienen genomas estrechamente relacionados se aparean, disminuye la viabilidad de la descendencia de los grillos y da como resultado una descendencia con menor aptitud. Como resultado, los grillos machos que son genéticamente similares a las hembras tienden a ser menos efectivos en la producción de crías sanas con un alto estado físico. Las hembras pueden evitar los costos de la endogamia seleccionando espermatozoides que no sean genéticamente similares a sus óvulos.

#### Comportamiento protector del macho
Los comportamientos de protección de los machos se dan cuando los grillos machos protegen a las hembras después de aparearse recientemente con ellos. Estos comportamientos protegen el esperma del macho protector y permiten que este esperma fertilice el óvulo de la hembra, a pesar del aumento de la depredación del macho protector. Como resultado, se transmiten los rasgos ventajosos del macho guardián. Los comportamientos de protección de los machos también reducen el riesgo de que las hembras se conviertan en presas. Cuando los machos protegen a las hembras de los depredadores, estas hembras se salvan de la muerte. Esto no solo tiene el beneficio de permitir que el esperma de ese macho en particular se fertilice, sino que también permite que la hembra continúe sobreviviendo y reproduciéndose. Esto, a su vez, puede conducir a un mayor apareamiento y una mayor aptitud entre la hembra y el macho protector.

#### Hipótesis de pareja nueva
Las hembras de G. bimaculatus prefieren aparearse con parejas nuevas o "novedosas". La hipótesis de Novel Mate establece que una hembra evitará aparearse con machos con los que ya se ha apareado. La diferenciación entre parejas anteriores y nuevas permite a las hembras buscar machos genéticamente superiores. 
Las hembras pueden diferenciar entre parejas nuevas y anteriores a través de señales de olor. La hembra los deja en el macho para permitir la diferenciación sensorial. Esta señalización quimiosensorial autorreferencial es un medio confiable y simple para que una mujer maximice los beneficios de la poliandria. Las hembras también pueden utilizar la palpación y la antenación antes del apareamiento para deducir si una pareja es nueva o no.

## Importancia económica
Gryllus bimaculatus es ampliamente utilizado por los proveedores de grillos vivos para alimentar a los animales domésticos y de los zoológicos.

## Genoma
La primera versión del ensamblaje y las anotaciones del genoma Gryllus bimaculatus se lanzó en 2020. Este genoma tiene una longitud de 1,66 Gb y contiene 17 871 genes codificadores de proteínas anotados.